# De Natuur Uw Arts
Het tweemaandelijkse tijdschrift 'De Natuur Uw Arts' is een uitgave van de Stichting Natuurlijk Welzijn, een algemeen nut beogende instelling (anbi), die in 1976 is opgericht. Het blad was de opvolger van De Natuur Als Arts dat door de vader van de voorzitter (de heer Smits) werd uitgegeven ten behoeve van zijn patiënten. De heer Smits senior was een enthousiast beoefenaar van allerlei niet-wetenschappelijke behandelmethoden.
Het tijdschrift richt zich op diverse vormen van alternatieve behandelwijzen en visies op menselijk welzijn. Aan bod komen zaken als voeding en diëten, allergieën, verschillende soorten natuurlijke geneesmiddelen en -wijzen (bijvoorbeeld kruiden, fytotherapie, acupunctuur en Ayurveda, homeopathie). Het tijdschrift zegt een platform te zijn voor therapeuten in dat veld en voor patiënten. In het tijdschrift staan regelmatig boekbesprekingen en recensies, alsmede algemene aan gezondheid gerelateerde artikelen. Naast het tijdschrift geeft de stichting informatie via internet, waar een deel van eerder verschenen artikelen uit het tijdschrift zijn na te lezen.